# Fefe
Fefe is een nummer van de Amerikaanse rapper 6ix9ine uit 2018, in samenwerking met de eveneens Trinidadse rappster Nicki Minaj en de Canadese producer Murda Beatz. Het is de tweede single van Dummy Boy, het debuutalbum van 6ix9ine.
"Fefe" leverde 6ix9ine, Minaj en Murda Beatz een wereldwijde hit op. Het nummer wist bijvoorbeeld de derde positie te bereiken in de Amerikaanse Billboard Hot 100. In het Nederlandse taalgebied had het nummer iets minder succes. De hoofdlijsten werden er niet gehaald; wel bereikte het nummer de tweede positie in de Nederlandse Tipparade, en de eerste positie in de Vlaamse Tipparade.